# Tetraopes huetheri
Tetraopes huetheri är en skalbaggsart som beskrevs av Skillman 2007. Tetraopes huetheri ingår i släktet Tetraopes och familjen långhorningar. Inga underarter finns listade i Catalogue of Life.